# حكم الفعل مع فاعله المثنى والمجموع
من الأخطاء الشائعة، هو تثنية الفعل وجمعه دون محله، خاصةً في حال جاء الفاعل في حالة تثنية أو جمع.

## القاعدة في الفاعل الظاهر
إذَا كانَ الفاعلُ الظاهرُ مثنًّى أو جمعًا بَقِيَ الفعلُ مَعَهُ كَما كانَ معَ المفردِ ولم تَلْحَقْهُ علامةُ تثنيةٍ أو جمعٍ.

## الأمثلة في الفاعل الظاهر
الفعلُ في هذه الأمثلة جميعًا، ظلَّتْ صورتُه مع المثنى والجمع، كما كانت مع المفرد دون تغيير، غير أنه ذُكِّر مع الفاعل المذكر وأُنث مع الفاعل المؤنث.

### إفراد الفاعل
- درسَ أخوكَ الهندسةَ.
- تربِّي الأمُّ المؤمنةُ بَنِيهَا على تَقْوى اللَّه، وَطَلَبِ الْعِلْمِ.

### تثنية الفاعل
- ﴿وَمَا أَصَابَكُمْ يَوْمَ الْتَقَى الْجَمْعَانِ فَبِإِذْنِ اللَّهِ﴾
- مضتِ الفَتَاتانِ في سبيلِهِمَا.

### جمع الفاعل
- سعَى العُمَّالُ وراءَ رزقِهِم.
- سَهِرتِ المُمَرِّضَاتُ على راحةِ المرْضَى.
- أتمَّ المسلمونَ شهرَ رمضانَ.

## القاعدة في الفاعل المستتر
إذَا كانَ الفاعلُ المُستَتِرُ مثنًّى أو جمعًا لَحِقَه الفعلُ في حاله.

## الأمثلة في الفاعل المستتر
الفعلُ في هذه الأمثلة جميعًا، تلْحَق صورتُه مع المثنى والجمع

### إفراد الفاعل
- عَمْرو سَافَر من دمشق.

### تثنية الفاعل
- علي ومحمد طحنَا القهوة بالمهباج.

### جمع الفاعل
- العُمَّالُ سعَوا وراءَ رزقِهِم.
- المُمَرِّضَاتُ سَهِرنَ على راحةِ المرْضَى.
- المسلمونَ أتمَّوا شهرَ رمضانَ.

## طالِع أيضًا
- مواضع تأنيث الفعل وجوبا وجوازا